# Fockea edulis
Fockea edulis är en oleanderväxtart som först beskrevs av Carl Peter Thunberg, och fick sitt nu gällande namn av Karl Moritz Schumann. Fockea edulis ingår i släktet Fockea och familjen oleanderväxter. Inga underarter finns listade i Catalogue of Life.